# Marcus Roberts

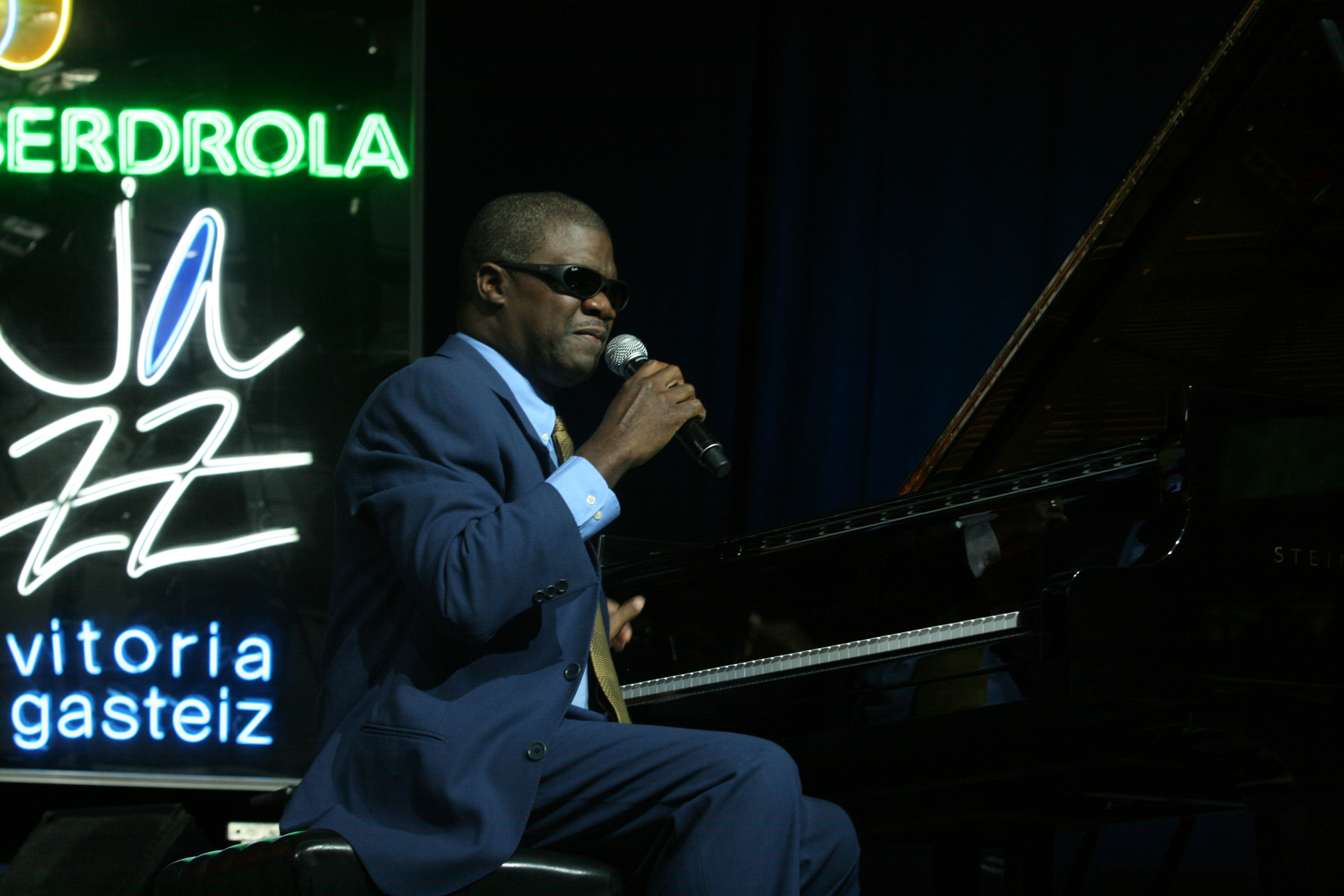
Marcus Roberts (2010)

Marthaniel „Marcus“ Roberts (* 7. August 1963 in Jacksonville, Florida) ist ein amerikanischer Jazzpianist und -komponist.

## Leben und Wirken
Roberts, der Sohn einer Gospelsängerin und seit dem fünften Lebensjahr blind, spielte zunächst Saxophon. Er hatte seit seinem achten Lebensjahr Klavierunterricht und sammelte erste Erfahrungen in der Kirchenmusik. Er studierte bis 1984 an der Florida State University in Tallahassee. Von 1985 bis 1991 war er Mitglied in der Band von Wynton Marsalis, arbeitete später mit eigenen Bands und war Mitglied des Lincoln Center Jazz Orchestra, dessen musikalischer Leiter er 1994 wurde. Mit diesem Ensemble brachte er 1993 seine Komposition „Romance, Swing and the Blues“ zur Aufführung. Seit den 1980er Jahren unternahm er mit Marsalis und seinen eigenen Gruppen zahlreiche Tourneen und gastierte bei bedeutenden Festivals. 2001 stand er mit seinem Trio im Zentrum einer Fernsehsendung, die den Jazz at Lincoln Center porträtierte. Des Weiteren wirkte er an Christophe Becks Filmmusik zu Das Mädchen und der Fotograf mit.
Roberts ist seit 2005 als Assistant Professor an der Florida State University tätig.

## Preise und Auszeichnungen
Roberts gewann 1982 den Wettbewerb der Association of Jazz Educators. 1987 war er der Sieger des ersten Thelonious-Monk-Wettbewerbs. Bereits mit seinen ersten drei Alben (1988–1990) erreichte er die Spitze der Billboard-Jazz-Charts. Seine Einspielung von Gershwins Rhapsody in Blue (1996) wurde für einen Grammy nominiert. Bei den Olympischen Winterspielen 2002 war er Artist in Residence.

## Diskografische Hinweise
- The Truth Is Spoken Here (1988)
- Deep in the Shed (1989, mit Wynton Marsalis, Charlie Rouse, Elvin Jones)
- If I Could Be with You (1993, solo)
- Cole after Midnight (2001)
- A Gershwin Night  (2003, mit den Berliner Symphonikern)
- New Orleans Meets Harlem, Volume 1  (2007)
- Portraits in Blue (1996)

## Lexigraphische Einträge
- Leonard Feather, Ira Gitler: The Biographical Encyclopedia of Jazz. Oxford University Press, New York 1999, ISBN 0-19-532000-X.
- Martin Kunzler: Jazz-Lexikon. Band 2: M–Z (= rororo-Sachbuch. Bd. 16513). 2. Auflage. Rowohlt, Reinbek bei Hamburg 2004, ISBN 3-499-16513-9.